# 无线资源控制
无线资源控制（RRC）协议是用户设备和基站之间通信使用的第3层（网络层）协议，它用于UMTS、LTE和5G的空中接口。该协议由3GPP组织在以下规范中制定：TS 25.331（针对UMTS的版本）、TS 36.331（针对LTE的版本）和 TS 38.331（针对5G NR的版本）。 RRC消息通过PDCP（分组数据汇聚）协议传输。
RRC协议的主要功能包括：
- 连接建立与释放
- 系统信息广播
- 无线承载的建立、重新配置与释放
- RRC连接移动性流程
- 寻呼通知与释放
- 外环功率控制

RRC通过信令功能根据网络状态配置用户平面和控制平面，并实现无线资源管理策略。 
RRC的操作由状态机引导，该状态机定义了用户设备（UE）可能存在的某些特定状态。该状态机中的不同状态具有不同数量的无线资源，这些资源是用户设备处于给定特定状态时可以使用的资源。  由于不同状态下可用的资源量不同，用户体验到的服务质量（QoS）和用户设备的能耗都会受到该状态机的影响。 

## RRC不活动计时器（inactivity timers）
在 W-CDMA 网络中，RRC不活动计时器的配置对分组数据连接打开时的手机电池寿命有相当大的影响。 
RRC空闲模式（无连接）能耗最低。 RRC连接模式下的状态，按照功耗从高到低的顺序，分别是CELL_DCH （专用信道）、 CELL_FACH（前向接入信道）、 CELL_PCH（小区寻呼信道）和URA_PCH（URA寻呼信道）。
CELL_DCH状态下，UE（用户设备）获得专用物理信道，UE与UTRAN通过专用物理信道进行交流；
CELL_FACH状态下，UE没有获得专用物理信道但获得了专用逻辑信道，但这个逻辑信道是映射到公共传输信道和公共物理信道上的。此时UE不会休眠而是持续检查前向接入信道；
CELL_PCH状态下，UE没有分配专用物理信道，并且无法实现上行链路的活动。UE使用非连续接收，在某个特定寻呼时刻监听PCH（寻呼信道）上的信息。UTRAN知道UE小区级的位置；
URA_PCH与CELL_PCH状态类似，但UTRAN只知道UE在URA一级的位置。
CELL_FACH状态下的功耗大约是 CELL_DCH状态下的50%，PCH状态下的功耗大约是 CELL_DCH状态下的1-2%。 
当不活动计时器触发时，RRC的信道分配就会发生向低能耗状态的转变。 T1定时器控制从DCH到FACH的转换，T2定时器控制从FACH到PCH的转换，T3定时器控制从PCH到空闲状态的转换。 
不同运营商对不活动计时器的配置不同，这导致了能耗的差异。 导致能耗差异的另一个因素是，并非所有运营商都使用PCH状态。 
LTE网络对上述状态机进行了简化。UE只有RRC_IDLE（空闲状态）和RRC_CONNECTED（连接状态）两种状态。UE与eNodeB的RRC层之间存在RRC连接时，UE的状态为RRC_CONNECTED，否则为RRC_IDLE。